# コットン (ゲーム)
『コットン』（英: Cotton: Fantastic Night Dreams）は、サクセスが開発し、セガ・エンタープライゼスより1991年4月に発売されたアーケードゲーム。

## 概要
2Dグラフィック描画による横スクロールシューティングゲームで、プレーヤーは主役であるほうきに乗った魔法使いの少女「コットン」を操作し、ゲームクリアを目指す。セガのシステム基板「セガ・システム16B」用に開発された。
ビジュアルや設定においてSF的・硬質的なモチーフが多くを占めていた当時のSTGシーンの中にあって本作は世界観やキャラクターがポップなファンタジー的モチーフで統一されている。業者向け宣伝パンフレットでは「女の子でもゲームの面白さに熱中できる」というアピール文章が確認できるが、2016年の文献では『萌えキャラ・シューティング』の嚆矢的な存在とも認識されている。
オープニングやステージの合間で展開されるビジュアルシーンも「コットン」のもう一つの醍醐味と言われている。"7色のWILLOWを求めて進む物語"を盛り上げるためのコットンや妖精のグラフィックが楽しめる。
後に同社や他社より続編が発売されシリーズ化された他、通常の移植以外にも細かい点をアレンジしたリメイク版もいくつか登場。1994年にはスーパーファミコン向けに『コットン100%』が、2021年には『コットン リブート!』のタイトルでNintendo Switchほか数機種に、それぞれリリースされている（#シリーズ作品）。また他社ゲームタイトルに本作のキャラクターが出演するなどのコラボレーションが行われている（#関連作品）。2003年2月には大一商会よりパチンコ化もされている（#関連商品）。
第1作のリリースより30周年となる2021年にはサクセスにて特設ページが開設（#外部リンク参照）され、リブート作品『コットン リブート!』と完全新作『コットンロックンロール』を同年にリリースしている。

## ゲーム内容

### システム
基本は選択自機なしの1人用シューティング。
敵が落とすアイテムを取得する事で経験値が溜まり、画面下のゲージが最大になるとショットがパワーアップする。他に投下型のボム攻撃があり、ボムボタンを長押ししてから離すとオプションの妖精が敵を追尾攻撃する。
地形に対しては接触しても特にミスにはならない。
ステージクリア時のボーナスゲームは、画面上部から湯呑みが降ってきて、それを取るというものである。なお、湯呑みを取らず、全て避けることに成功すると、ボーナス加点となる。
ステージ間ではキャラクター同士のギャグ混じりの掛け合いが行われる。
2周クリアで真のエンディングとなる仕様だが、2周目のプレイには1クレジット追加投入する必要がある。

### 使用魔法
魔法はショットボタンを長押しして離すと使える。ボムボタンと同時に長押しする事で別の魔法が発動する。
火竜（かりゅう） -FIRE DRAGON-
通常シューティングで言うチャージショットに相当。炎の龍を呼び出して敵を倒す。ストックの先頭が赤アイテムの場合に使用。
とんでけ〜 -FIRE FAIRY-
ホーミングミサイルに相当。オプションの妖精を炎で包み敵に体当たりさせて倒す。ストックの先頭が赤アイテムの場合に、同時押しで使用。
雷（いかづち） -THUNDER-
ワインダービームもしくはレーザーに相当。電撃で前方の敵を倒す。持続時間が長い。ストックの先頭が青アイテムの場合に使用。
バリア -BARRIOR-
その名の通りバリアを張り巡らす。敵の攻撃や体当たりに対して3回まで有効。ストックの先頭が青アイテムの場合に、同時押しで使用。

## ストーリー
ナタ・デ・コットンはとても食いしん坊の魔法使い。特に珍味のWILLOWが大好物。現在、世界は魔物で溢れ出し現在進行形で大ピンチを迎えているが、食い気のコットンはそんなことはお構いなしにWILLOWを求めて彷徨っていた。そんな彼女の前に妖精のシルクが現れた。彼女が語るには世界に出没している魔物とそのボスを倒せばWILLOWをいっぱい食べられるとの事。何も考えていないコットンは持ち前の気楽さで気安く魔物退治を引き受け、食い気のみで大きな危険に飛び込んでいくことになる。

## 登場キャラクター
ナタ・デ・コットン
声 - AC版：由口貴恵 / PCE版：TARAKO
本作の主人公。食いしん坊な魔女で、世界の危機を気にすることなく『WILLOW』を求めて放浪している。
シルク
声 - PCE版：笠原留美
妖精族の少女。世界の危機をコットンに助けて欲しいと頼んだが、コットンに振り回されることになる。
WILLOW
コットンが探し回っている妖精界の珍味。見た目はコットンの顔と同じ大きさの、キャンディのような包装がなされた物となっている。敵のボスが持っており、7個集める事で「ビッグでぐれ～となWILLOW」になるらしい。
作品によってはウィロー、ウイローとも表記される。
ういろうのようなものと思われがちであり、実際、広告にてWILLOWに「ういろう」とのルビが振られているものもある。その一方、『トラブル☆ウィッチーズ Origin 〜アマルガムの娘たち〜』ではういろうについての伝聞を根拠に「WILLOWとういろうは別物」とするコットンの台詞がある。

## 他機種版
| タイトル                                  | 発売日               | 対応機種                                                                   | 開発元                  | 発売元                      | メディア                                | 型式                | 備考                                                             |
| ----------------------------------------- | -------------------- | -------------------------------------------------------------------------- | ----------------------- | --------------------------- | --------------------------------------- | ------------------- | ---------------------------------------------------------------- |
| コットン                                  | 1993年2月12日 1993年 | PCエンジンSUPER CD-ROM²                                                    | ハドソン                | ハドソン                    | CD-ROM                                  | -                   |                                                                  |
| コットン                                  | 1993年9月24日        | X68000                                                                     | サクセス                | EAビクター                  | 5インチフロッピーディスク2枚組          | ESX-5001            | 予約特典で「湯のみ」が存在                                       |
| コットンオリジナル                        | 1999年4月28日        | PlayStation                                                                | サクセス                | サクセス                    | CD-ROM                                  | SLPS-02034          |                                                                  |
| コットン -FANTASTIC NIGHT DREAMS COTTON-  | 2000年3月23日 2000年 | ネオジオポケットカラー                                                     | サクセス                | サクセス SNK                | ROMカセット                             | NEOP00800 NEOP01050 |                                                                  |
| SuperLite 1500シリーズ コットンオリジナル | 2000年3月30日        | PlayStation                                                                | サクセス                | サクセス                    | CD-ROM                                  | -                   | 廉価版                                                           |
| コットン メガアプリ対応                   | 2000年3月30日        | Javaアプリ （メガアプリ）                                                  | サクセス                | サクセスネットワークス      | ダウンロード                            | -                   | アーケード版をベースにしてはいるがほぼ新作                       |
| SuperLite 1500シリーズ コットンオリジナル | 2007年6月28日        | PlayStation 3 PlayStation Portable PlayStation Vita （ゲームアーカイブス） |                         | サクセス                    | ダウンロード                            | -                   | PlayStation版の移植                                              |
| コットン                                  | 2020年12月17日       | アストロシティミニ                                                         | 瑞起                    | セガトイズ(発売) セガ(販売) | プリインストール                        | -                   | アーケード版の移植 本体に予め収録された36タイトル(+おまけ1)の1つ |
| コットン                                  | 2023年2月21日        | Windows                                                                    |                         | D4エンタープライズ          | ダウンロード (プロジェクトEGG)          | -                   | X68000版の移植                                                   |
| コットン                                  | 2024年11月28日       | PlayStation 4 Nintendo Switch                                              | ハムスター （移植担当） | ハムスター                  | ダウンロード （アーケードアーカイブス） | -                   | アーケード版の移植 日本版、欧州版を収録                          |

PCエンジン版
コットンのキャラクターボイスに声優を起用。当時の家庭用ゲーム機としては大容量メディアであったCD-ROMを使い、ゲーム音楽もアレンジバージョンに差し替えられ、CD幕間デモにもボイスを流している。初作の移植版では、この機種版にのみシルクのキャラボイスが実装されている。
X68000版
アーケード版をベースにした移植。ゲームバランスには若干手が加えられている。（一例としては2面ボスキャラの挙動など）。
2019年には後述する『コットン リブート!』のために、レトロゲームショップ・BEEPが復刻版をオリジナル同様フロッピーディスクで限定発売した。（パッケージの装丁は独自にデザインしたものを使用）
アストロシティミニ版
1980年代から1990年代中期のアーケードゲーム36作品（+おまけ1作品）を収録した「復刻系ゲーム機」。ディスクメディアではなく半導体メモリにプリインストールされているので、ローディングも無くアーケード版と（ほぼ）同等の状態でプレイが可能となっている。また本体自体の機能として、いわゆる「どこでもセーブ」（ステートセーブ）も可能。
コットン リブート!
BEEPよりNintendo Switch/PlayStation 4用ソフトとして2021年2月25日に発売。同年11月11日にはPC（Steam）が発売。開発は『トラブル☆ウィッチーズ』を手掛けたロケットエンジンが担当。X68000版の移植版と、それをベースに画角を16:9化し、グラフィックなどをブラッシュアップし新システムも導入したアレンジ版を同時収録している。
アレンジ版のキャラクターボイスはオーディションを行い選んだ新規キャストによる。コットン役は宮木南美、シルク役は堀川かえで、ベルベット女王役は姫野つばさ、ナレーションは相川なつが担当。
なお、発表時にX68000用ソフトとして新規リリースする旨のアナウンスがされたが、現時点では未発売となっている。
アーケードアーカイブス版
アーケードアーカイブスへのサクセス参入第一弾として配信。日本版と欧州版を収録している。ハイスコアモードは「1周クリアまで」と「2周クリアまで」の2部門で集計される。

## 開発
開発当初は『くるみ坂日記〜活劇編』の仮称であった。本作は、当時のアーケードゲームとしては珍しくアニメーションを取り入れた。また、キャラクターデザイナーとして当時アニメーターとして知られていた田村英樹が起用された。
『ティンクルスタースプライツ』の企画者であるカシオ松下はこの理由について、本作の基板であるセガ・システム16Bが1985年生まれであるため、グラフィックの回転機能の欠如など、1991年当時のアーケードゲームおよび家庭用ゲーム機に負けるところがあったため、ゲーム以外のところで注目を集めようとしたのだろう、とゲーム文化保存研究所のサイトの寄稿文で推測している。

## スタッフ
アーケード版 
- キャラクター・デザイン：田村英樹
- プログラマー：初山勝、桑原利行
- グラフィック・デザイナー：田村英樹、伊藤しのぶ、T.KASHIMA
- ミュージック・コンポーザー：平田健一
- ラジオ・アクトレス：由口貴恵
- プロデューサー：吉成隆杜

PCエンジン版 
- ミュージック・コンポーズ：T'sミュージック、BANG HEADS PRJ.、T.SATOH
- プロデューサー：青山英治
- アシスタント：E.YAMAMOTO
- ディレクター：川口佳之
- テクニカル・サポート：ケニス・サザーランド
- プログラム：リッキー・サン・チワウ、エリック・チョウ・ヨク、チョウ・ワイ・フォー
- グラフィック：マシュー・ヤウ・H.M、アダム・シウ・ワイ、カートン・ウォン・K.T、フランキー・チェン・K.S
- メッセージ：はりもとひでこ、ケニス・サザーランド
- ミュージック・ディレクター：滝本利昭
- ミュージック・プログラム：井上雅明
- スペシャル・サンクス：松浦浩司、市沢保弘
- パッケージイラスト：明貴美加

X68000版 
- プログラマー：初山勝
- グラフィック・デザイナー：S.SANO、町田孝幸、T.TOKUTOMI
- サウンド・プログラマー：磯田重晴
- ラジオ・アクトレス：由口貴恵
- スペシャル・サンクス：まつおかしんいち、伊藤しのぶ、石郷岡卓、宇井照子、H.SAKAMOTO、Y.SHINTANI、QBIT STAFF
- ディレクター：吉成隆杜、水島正人
- クオリティー・アシュアランス：あさのすすむ

## 反響
本作はシューティングゲームにとって「冬の時代」に生まれたにもかかわらず、ゲーマー以外のファンを獲得する形で人気を博した。このことについてカシオ松下は、アニメ絵がふんだんに盛り込まれていたことでゲームセンター内で非常に目立ちライト層の耳目を集めたと分析している。

## 評価
アーケード版
ゲーム誌「ゲーメスト」の企画「第5回ゲーメスト大賞」（1991年度）において大賞5位を獲得、その他にベストシューティング賞で4位、ベスト演出賞で4位、ベストVGM賞で4位、年間ヒットゲームで33位、ベストキャラクター賞では本作の主人公であるコットンが2位、本作のサウンドトラック『コットン』がベストアルバム賞で5位を獲得した。
PCエンジン版
ゲーム誌「ファミコン通信」の「クロスレビュー」では7・8・7・7の合計29点（満40点）、「月刊PCエンジン」では75・75・75・75・75の平均75点（満100点）、「電撃PCエンジン」では70・85・75・65の平均73.75点（満100点）、「マル勝PCエンジン」では9・8・9・9の合計35点（満40点）、「PC Engine FAN」の読者投票による「ゲーム通信簿」での評価は以下の通り22.82点（満30点）となっている。また、この得点はPCエンジン全ソフトの中で101位（485本中、1993年時点）となっている。同雑誌1993年10月号特別付録の「PCエンジンオールカタログ'93」では、「RPGのように敵を倒した経験値でショットが13段階にレベルアップする、一風変わったシステムだ」と紹介されている。
| 項目 | キャラクタ | 音楽 | 操作性 | 熱中度 | お買得度 | オリジナリティ | 総合  |
| 得点 | 4.37       | 3.91 | 3.70   | 3.79   | 3.64     | 3.41           | 22.82 |

PlayStation版
ゲーム誌「ファミ通」の「クロスレビュー」では合計21点（満40点）となっている。

## シリーズ作品
- 1994年 コットン100%（英語版）（スーパーファミコン データム・ポリスターより発売）
  - コットン役はアーケードと同じく由口貴恵が担当し、シルクのイメージモデルとしてCMやCD等でチャイルド秋恵が声を演じていた。オリジナルソングが収録されたシングルCDが付属。
  - リセットボタンを使用する裏技が存在する[20]。
  - アレンジ要素として4パターンから使える魔法を選択する「まじっくせれくと」が追加されており、1ゲーム中に使える魔法は3種類になっている。さらに以下の2種類が追加され、魔法を使用するには専用ボタンを使用する。
    - あわあわ -BUBBLE- - ボム（爆弾）に相当。らせん状に泡を飛ばして近づく敵を倒す。サーチタイプの敵に有効。
    - ながれぼし -TWINKLE STAR- - 広範囲ボムに相当。空から流星雨を呼び出し全画面上の敵全てに当てて倒す。

  - 2003年 コットン100%（PlayStation）
    - ハムスターより発売。スーパーファミコン版の移植作。

  - 2010年11月10日 コットン100%（ゲームアーカイブス）
    - ハムスターより発売。スーパーファミコン版の移植作。

  - 2023年9月29日（SFC/SFC互換機用）
    - コロンバスサークルより発売。スーパーファミコン版の復刻版（任天堂ノンライセンス製品）。パッケージデザインが田村英樹による描き下ろし新イラストび変更されている[26]。
- 1994年 パノラマコットン（メガドライブ サン電子より発売）
  - 初代アーケード版からの派生タイトルとして作られた擬似3Dシューティングゲームで、ストーリー的には続編にあたる。横スクロールから3D視点になり、残機制からライフ制となっているが、溜め撃ちや魔法も健在で元のコットンらしさは損なわれていない。ストーリーは奪われたウィローを取り返しに行くというシリーズ定番の内容である一方、各キャラとの掛け合いを含めてオリジナルストーリーが展開される。高難易度で知られており、遊び半分では1面のクリアもままならないという意見もある。メガドライブ晩期に発売で出荷数が少ないこともありプレミア化している。2018年の報告では中古販売価格が5万円を記録している[9]。封入されていたアンケートハガキを送ると、応募者全員にオリジナル湯飲みがプレゼントされた。
- 1997年 コットン2（アーケード、販売はテクモ）
  - コットン役：嶋崎はるか
  - 1997年 コットン2（セガサターン）
  - 1998年 コットン2てんこもり（Windows用デスクトップアクセサリー集）
- 1998年9月[27] コットンブーメラン（アーケード、販売はテクモ[27]）
  - 1998年10月8日[28]（セガサターン）
  - ゲームスタート時にキャラクター3人を選択してチームを編成し、交代しながらステージを攻略するシューティングゲーム[27]。TEA TIMEの時に振ってくる湯飲みの中に「世界寿の茶」というものが隠されている。残機が減っている時に湯飲みを取ることで、残機数を回復させる効果がある[29]。各キャラはショットやスピードなど特性が異なる[27]。コットンブーメランになって「パンチ」のアクションが追加された[29]。パンチやコマンドショットを敵に当てることで、”封印”することが可能。自機のショットの属性によって封印された敵の動きは変わる。アイテムや封印した敵を持ちながらショットを打つことも可能。封印された敵は、地形に触れて一定時間が経つと消滅する。仲間と交代するとき、自機の当たり判定がなくなり、画面内全体にダメージを与えるマジカルボンバーが発動するため、敵が持っているものを奪うことも可能となる。2人同時プレイ可能[28][30]。
- 2000年 レインボーコットン（英語版）（ドリームキャスト）
  - 発表当初は『パノラマコットン2』の仮称であった。
- 2021年 コットンロックンロール（英語版）
  - サクセスより2021年12月23日に発売されたNintendo Switch/PlayStation 4用ソフト。シリーズとしては『レインボーコットン』以来の完全新作タイトルとなる。開発担当はスタジオ最前線。コンシューマ版に先行してアーケード版が2021年9月27日より ALL.Net P-ras MULTI Ver.3配信タイトルとして[31]、海外向けアーケード版はexA-Arcadia対応ソフトとしてリリース。海外向けアーケード版には独自2人プレイモード及びアレンジモードが追加されている[32]。exA-Arcadia版のみは最初からプレイアブルキャラクター8名とステージ16つ選択可能。
  - プレイアブルキャラクターはナタ・デ・コットンとアプリ・ケ・パンプキンの他、ゲストキャラクターとしてスタジオ最前線がIPを所有する『海腹川背』シリーズの海腹川背、『どきどきポヤッチオ』のルフィーなどが登場する。また、『ザンファイン』や『サイヴァリア』をモチーフにした少女キャラクターのファイン、才波リアが描き起こされており、これらのキャラクター使用時はコットンシリーズの基本システムの他に、サイヴァリアの「BUZZシステム」、ザンファインの「タイムシステム」などが実装される。
  - 家庭用版ではステージ選択が可能で、初代コットンやゲストキャラクターモチーフのステージなども選択可能となっている。
- 2025年 コットンリブート ハイテンション!（販売はBEEP）

## コレクション作品
- 2021年 コットン ガーディアンフォース サターントリビュート
  - シティコネクションより2021年9月30日に発売されたNintendo Switch/PlayStation 4用ソフト。サクセスがセガサターンにて発売した『コットン2』『コットンブーメラン』『ガーディアンフォース』の3タイトルを収録したオムニバスソフト。
- 2022年 Cotton 16BIT トリビュート
  - ININ Gamesより2022年10月28日に発売されたNintendo Switch/PlayStation 4用ソフト。サクセスが発売した『コットン100%』『パノラマコットン』の2タイトルを収録したオムニバスソフト。

## 関連商品

### 音楽CD
- 1991年 G.S.M.1500シリーズ コットン／セガ・サクセス （サイトロン・レーベル ポニーキャニオン ）
- 1994年 コットン100% フルアレンジヴァージョン（データム・ポリスター）
- 1994年 コットン100% イメージソング（データム・ポリスター）シングルCD
- 1997年 コットン2 オリジナルサウンドトラック（ポニーキャニオン）
- 2012年 コットン オリジナルサウンドトラック（ウェーブマスター） - CD4枚組。
  - DISC 1 『コットン』（X68000版、「Loading」のみ）、『コットン』（業務用）、『コットン オリジナル』（PlayStation版）、『コットン』（ネオジオポケット版）
  - DISC 2 『パノラマコットン』（メガドライブ版）、『コットン100％』（スーパーファミコン版）
  - DISC 3 『コットン2』/『コットンブーメラン』、『コットン』（SoftBank携帯版）
  - DISC 4 『レインボーコットン』（ドリームキャスト版） を収録。
- 2022年 コットンロックンロール コンプリートサウンドトラック（クラリスディスク） - CD2枚組。
- iTunes
  - 先に発売されたサントラよりコットン、コットン2、パノラマコットンの曲を配信していた、現在は配信はしていない

### コミック
- 1993年 コットンのお料理教室☆（あいざわひろし） - 『ゲームコミックワールド』（アンソロジー、勁文社）に収録。コミックの表紙も本作のイラストである。
- 1994年 コットン（水上広樹、コミックゲーメスト・新声社） - 単行本

### パチンコ
- 2003年 マジカルパチンコ コットン シリーズ（パチンコ、大一商会より発売）
  - CRコットン L
  - CRコットン V/S/M
  - コットンEX

## 他作品での客演
- 1996年 音楽ツクール かなでーる（スーパーファミコン アスキーより発売）
  - 1990年代にスーパーファミコンでリリースされていた「ツクールシリーズ」の音楽制作ソフト。サクセスが開発に関わっていた関係でサンプル曲にコットンのテーマが収録されていた。
- 2003年 マジカルパチンコ コットン パチンコ実機シミュレーション（PlayStation 2）
- 2007年 偽りの輪舞曲（ニンテンドーDS）
  - サクセスがニンテンドーDS用に発売したシミュレーションRPG。プレーヤーキャラにゲストでコットンが登場。クラスはりとるうぃっち。旅の魔女でWILLOWを探してる途中にどこかで頭を打って記憶喪失になっているという設定。
- 2010年 メタルサーガ ニューフロンティア
  - サクセスが開発・運営し、ソーシャル・ネットワーキング・サービスMixi/ハンゲーム/Yahoo!モバゲーにて展開されたブラウザゲーム。ゲーム中にコットンの衣装の装備がある。
- 2017年 トラブル☆ウィッチーズ Origin 〜アマルガムの娘たち〜
  - ロケットエンジンよりSteamにて配信されたシューティングゲーム。サクセス40周年記念企画の「コットン」プロジェクト第一弾[33]として、プレーヤーキャラとしてコットンが使用可能になるコラボパッチが配信された。フルボイスのオリジナルシナリオと、コットン使用時にはリマスターされた「初代コットン」の楽曲に変わりステージクリア時のボーナスゲームもある。
- 2019年 海腹川背 Fresh! / 2020年 海腹川背 BaZooKa!
  - プレイアブルキャラクターとして登場。川背と異なった性能を持つ。
  - 「BaZooKa!」では「コットン リブート!」に先行して、宮木南美がコットン役を担当。
- 2021年 かしおり
  - サクセスより2021年5月27日にNintendo Switch用に発売された落ちものパズルゲーム。アーケード版が2021年11月26日より ALL.Net P-ras MULTI Ver.3にて配信。2024年5月13日にSteam版が配信。
  - ゲストキャラクターとしてコットンが登場しており、シルクとのペアでプレーヤーキャラクターとして使用可能。
  - 「海腹川背 BaZooKa!」「コットン リブート!」と同じく、宮木南美がコットン役を担当。